# Грин, Морис (боец)
Морис Дарнелл Грин (род. 5 июля 1986 года) — американский боец смешанных боевых искусств, выступающий под эгидой UFC в тяжёлом весе. Участник 28 сезона спортивного реалити-шоу The Ultimate Fighter.

## Биография
Грин начал заниматься смешанными единоборствами в возрасте 20 лет, чтобы похудеть после того, как его вес достиг 150 кг. Он переехал из Чикаго в Сент-Клауд и начал тренироваться в академии бразильского джиу-джитсу «START Brazilian Jiu Jitsu Academy» под руководством Брока Ларсона, там же Грин начал заниматься смешанными единоборствами.

## Карьера в смешанных единоборствах

### TUF
В августе 2017 Грин стал участником 28 сезона спортивного реалити-шоу The Ultimate Fighter в составе команды Келвина Гастелума. В четвертьфинале турнира он встретился с польским бойцом Пржемыславом Мысялавым и одержал победу нокаутом в первом раунде. В полуфинале Грин встретился с испанцем Хуаном Франсиско Эспино Дьеппой и потерпел поражение удушающим приёмом (сзади).

### UFC
Грин дебютировал в UFC 20 ноября 2018 года в бою против Мичеля Батисты в финале 28 сезона спортивного реалити-шоу The Ultimate Fighter, который был организован в рамках UFC. Грин одержал победу удушающим приёмом (треугольником) в первом раунде.
Свой следующий бой провёл на UFC Fight Night 146 9 марта 2019 года против Джеффа Хьюза выйдя на замену выбывшему Дэниелу Спитцу. Грин одержал победу решением судей (раздельным).
29 июня 2019 года на UFC on ESPN 3 одержал победу над Жуниором Албини техническим нокаутом (ударами руками) в первом раунде.
26 октября 2019 года на UFC Fight Night 162 потерпел поражение от Сергея Павловича техническим нокаутом (ударами руками) в первом раунде.
18 января 2020 года на UFC 246 встретился с Алексеем Олейником. Потерпел поражением болевым приёмом (рычагом локтя) во втором раунде.
27 июня 2020 года на UFC Vegas 4 одержал тяжелейшую победу над Джаном Вилланте. По ходу поединка Грин оказался в нокдауне, но сумел выдержать добивания соперника, а в конце третьего раунда Грин поймал соперника на удушающий прием и добился победы.

## Статистика
| Боёв 15  | Побед 9 | Поражений 6 |
| -------- | ------- | ----------- |
| Нокаутом | 2       | 2           |
| Сдачей   | 5       | 1           |
| Решением | 2       | 3           |

| Результат | Рекорд | Соперник               | Способ                               | Турнир                                     | Дата             | Раунд | Время | Место            | Примечание |
| --------- | ------ | ---------------------- | ------------------------------------ | ------------------------------------------ | ---------------- | ----- | ----- | ---------------- | ---------- |
| Поражение | 9–6    | Маркус Рожериу де Лима | Единогласное решение                 | UFC on ESPN: Rodriguez vs. Waterson        | 8 мая 2021       | 3     | 5:00  | Лас-Вегас, США   |            |
| Поражение | 9-5    | Грег Харди             | TKO (удары руками)                   | UFC Fight Night: Hall vs. Silva            | 31 октября 2020  | 2     | 1:12  | Лас-Вегас, США   |            |
| Победа    | 9-4    | Джан Вилланте          | Удушающий приём (треугольник руками) | UFC on ESPN 12 — Poirier vs. Hooker        | 27 июня 2020     | 3     | 3:44  | Лас-Вегас, США   |            |
| Поражение | 8-4    | Алексей Олейник        | Болевой приём (рычаг локтя)          | UFC 246 — McGregor vs. Cerrone             | 18 января 2020   | 2     | 4:38  | Лас-Вегас, США   |            |
| Поражение | 8-3    | Сергей Павлович        | Технический нокаут (удары)           | UFC Fight Night 162 — Maia vs. Askren      | 26 октября 2019  | 1     | 2:11  | Каланг, Сингапур |            |
| Победа    | 8-2    | Жуниор Албини          | Технический нокаут (удары)           | UFC on ESPN 3 — Ngannou vs. Dos Santos     | 29 июня 2019     | 1     | 3:38  | Миннеаполис, США |            |
| Победа    | 7-2    | Джефф Хьюз             | Раздельное решение                   | UFC Fight Night 146 — Lewis vs. Dos Santos | 9 марта 2019     | 3     | 5:00  | Уичито, США      |            |
| Победа    | 6-2    | Мичель Батиста         | Удушающий приём (треугольник)        | UFC — The Ultimate Fighter 28 Finale       | 30 ноября 2018   | 1     | 2:14  | Лас-Вегас, США   |            |
| Поражение | 5-2    | Джефф Хьюз             | Единогласное решение                 | LFA 38 — Hughes vs. Greene                 | 27 апреля 2018   | 5     | 5:00  | Миннеаполис, США |            |
| Победа    | 5-1    | Пернелл Дэвис          | Удушающий приём (треугольник руками) | Driller Promotions — No Mercy 6            | 30 сентября 2017 | 1     | 1:20  | Мономен, США     |            |
| Победа    | 4-1    | Джермейн Макдермотт    | Удушающий приём (треугольник)        | LFA 19 — Michaud vs. Rodrigues             | 18 августа 2017  | 1     | 3:06  | Су-Фолс, США     |            |
| Победа    | 3-1    | Зак Тамб               | Нокаут (удар ногой в голову)         | LFC 60 — Legacy Fighting Championship 60   | 7 октября 2016   | 1     | 0:25  | Хинкли, США      |            |
| Победа    | 2-1    | Кевин Аспланд          | Удушающий приём (треугольник)        | KOTC — Industrial Strength                 | 22 ноября 2014   | 1     | 1:57  | Карлтон, США     |            |
| Поражение | 1-1    | Дэн Чарльз             | Единогласное решение                 | Flawless FC 3 — California Love            | 18 мая 2013      | 3     | 5:00  | Инглвуд, США     |            |
| Победа    | 1-0    | Эд Карпентер           | Раздельное решение                   | Flawless FC 1 — The Beginning              | 14 августа 2012  | 3     | 5:00  | Чикаго, США      |            |